# Secretaria de Estado de Cultura e Economia Criativa do Distrito Federal
A Secretaria de Estado de Cultura e Economia Criativa é um dos órgãos da administração direta do Governo do Distrito Federal, no Brasil.

## Atribuições legais
Em 2019, o governador Ibaneis Rocha publicou o Decreto nº 39.610, que além de criar a Secretaria de Estado de Cultura e Economia Criativa também fixou suas atribuições. O texto previu a atuação e competência da secretaria nas seguintes áreas:
"I - elaborar e implementar políticas públicas de cultura, garantindo as condições para o exercício efetivo e progressivo dos direitos culturais dos habitantes do Distrito Federal;
II - implementar programas e ações visando o desenvolvimento cultural do Distrito Federal, em articulação com os demais setores da administração pública e com a comunidade;
III - incentivar a criação artística em todas as suas formas de expressão, garantindo o acesso da população à produção e fruição de bens culturais por meio da oferta de um sistema público e diversificado de programas, projetos e serviços;
IV - contribuir para a afirmação da identidade cultural dos habitantes do Distrito Federal.
§ 1° Vinculam-se à Secretaria de Estado de que trata este artigo:
I - Conselho de Cultura do Distrito Federal;
II - Conselho Administrativo do Fundo de Apoio à Cultura."